# サウロポセイドン
サウロポセイドン（Sauroposeidon）は、中生代白亜紀前期、アメリカ合衆国（現在のオクラホマ州辺り）に生息した竜脚類の一種である。発見された頚椎の化石から、大型草食恐竜として有名なブラキオサウルスと同系統でありながら、更に巨大な世界最大級の竜脚類の一つと考えられている。学名はギリシア神話の海の神ポセイドンに因む。

## 特徴
最初の化石はオクラホマ州の刑務所で見つかった頚椎の一部のみで詳細はほとんど不明であるが、優に全長28メートル・体重50トンに達すると考えられている。一部とはいえ見つかっている頚椎は竜脚類の中でも最長で、白亜紀の北半球にも超巨大な竜脚類が生息した証拠として注目されている。またテキサス州で発掘され、2007年に「パルクシーサウルス」と命名された化石は、現在ではサウロポセイドンとされている。
さらに近年の研究では、サウロポセイドンはブラキオサウルス類ではなく、ティタノサウルス形類のSomphospondyliのメンバーだとされている。